# Selminarchus hispidus
Selminarchus hispidus är en mångfotingart som beskrevs av Hoffman 1978. Selminarchus hispidus ingår i släktet Selminarchus och familjen Doratodesmidae. Inga underarter finns listade i Catalogue of Life.